# NGC 3681
NGC 3681 (również PGC 35193 lub UGC 6445) – galaktyka spiralna z poprzeczką (SBbc), znajdująca się w gwiazdozbiorze Lwa. Odkrył ją William Herschel 17 kwietnia 1784 roku.